# Elstra
Elstra est une ville de Saxe (Allemagne), située dans l'Arrondissement de Bautzen, dans le district de Dresde.